# Fitatsia tuberculata
Fitatsia tuberculata là một loài tò vò trong họ Ichneumonidae.